# العلاقات الأمريكية الدومينيكانية
العلاقات الأمريكية الدومينيكانية هي العلاقات الثنائية التي تجمع بين الولايات المتحدة وجمهورية الدومينيكان.

## مقارنة بين البلدين
هذه مقارنة عامة ومرجعية للدولتين:
| وجه المقارنة                                              | الولايات المتحدة                                                                                                  | جمهورية الدومينيكان |
| --------------------------------------------------------- | --- | ------------------- |
| المساحة (كم2)                                             | 9.83 مليون | 48.67 ألف           |
| عدد السكان (نسمة)                                         | 311.58 مليون | 10.40 مليون         |
| الكثافة السكانية (ن./كم²)                                 | 31.7 | 213.68              |
| العاصمة                                                   | واشنطن العاصمة | سانتو دومينغو       |
| اللغة الرسمية                                             | لغة إنجليزية | اللغة الإسبانية     |
| العملة                                                    | دولار أمريكي | بيزو دومنيكاني      |
| الناتج المحلي الإجمالي (بليون دولار)                      | 19.39 تريليون | 75.93 مليار         |
| الناتج المحلي الإجمالي (تعادل القوة الشرائية) بليون دولار | 18.04 تريليون | 149.89 مليار        |
| الناتج المحلي الإجمالي الاسمي للفرد دولار أمريكي          | 56.12 ألف | 6.47 ألف            |
| الناتج المحلي الإجمالي للفرد دولار أمريكي                 | 54.63 ألف | 13.26 ألف           |
| مؤشر التنمية البشرية                                      | 0.920 | 0.715               |
| رمز المكالمات الدولي                                      | +1 | +1809، +1829، +1849 |
| رمز الإنترنت                                              | .us، حكومة، .mil، Edu.                                                                                            | .do                 |
| المنطقة الزمنية                                           | توقيت ساموا الأمريكية، توقيت أطلنطي موحد، منطقة زمنية وسطى، توقيت ألاسكا ‏، المنطقة الزمنية الجبلية، توقيت تشامرو ‏ | 00                  |

## مدن متوأمة
في ما يلي قائمة باتفاقيات التوأمة بين مدن أمريكية ودومينيكانية:
- ترتبط أتلانتا مع سالسيدو باتفاقية توأمة منذ 1979.
- ترتبط مقاطعة ميامي داد مع سانتو دومينغو باتفاقية توأمة.
- ترتبط فرانكفورت مع سان بيدرو دي ماكوريس باتفاقية توأمة.
- ترتبط نيويورك مع سانتو دومينغو باتفاقية توأمة منذ 2003.[16][16][17][17]
- ترتبط ساراسوتا مع سانتو دومينغو باتفاقية توأمة منذ 6 سبتمبر 1995.
- ترتبط بوسطن مع سانتو دومينغو باتفاقية توأمة منذ 24 يونيو 1959.
- ترتبط روتشستر مع بويرتو بلاتا باتفاقية توأمة منذ 1964.
- ترتبط كرانستون مع سانتو دومينغو باتفاقية توأمة.
- ترتبط ميامي مع سانتو دومينغو باتفاقية توأمة منذ 1 نوفمبر 1990.

## منظمات دولية مشتركة
يشترك البلدان في عضوية مجموعة من المنظمات الدولية، منها:
| علم المنظمة | اسم المنظمة                        | تاريخ انضمام الولايات المتحدة | تاريخ انضمام جمهورية الدومينيكان |
| ----------- | ---------------------------------- | ----------------------------- | -------------------------------- |
|             | منظمة حظر الأسلحة الكيميائية       | ?                             | ?                                |
|             | يونسكو                             | 4 نوفمبر 1946                 | 4 نوفمبر 1946                    |
|             | الاتحاد البريدي العالمي            | ?                             | ?                                |
|             | وكالة ضمان الاستثمار متعدد الأطراف | 12 أبريل 1988                 | 7 مارس 1997                      |
|             | منظمة الشرطة الجنائية الدولية      | ?                             | ?                                |
|             | الأمم المتحدة                      | 24 أكتوبر 1945                | 24 أكتوبر 1945                   |
|             | البنك الدولي للإنشاء والتعمير      | 27 ديسمبر 1945                | 18 سبتمبر 1961                   |
|             | مؤسسة التمويل الدولية              | 20 يوليو 1956                 | 31 أكتوبر 1961                   |
|             | مؤسسة التنمية الدولية              | 24 سبتمبر 1960                | 16 نوفمبر 1962                   |
|             | منظمة التجارة العالمية             | ?                             | ?                                |
|             | المنظمة الهيدروغرافية الدولية      | ?                             | ?                                |

## وصلات خارجية
- موقع وزارة الخارجية الأمريكية